# كارثة طبيعية

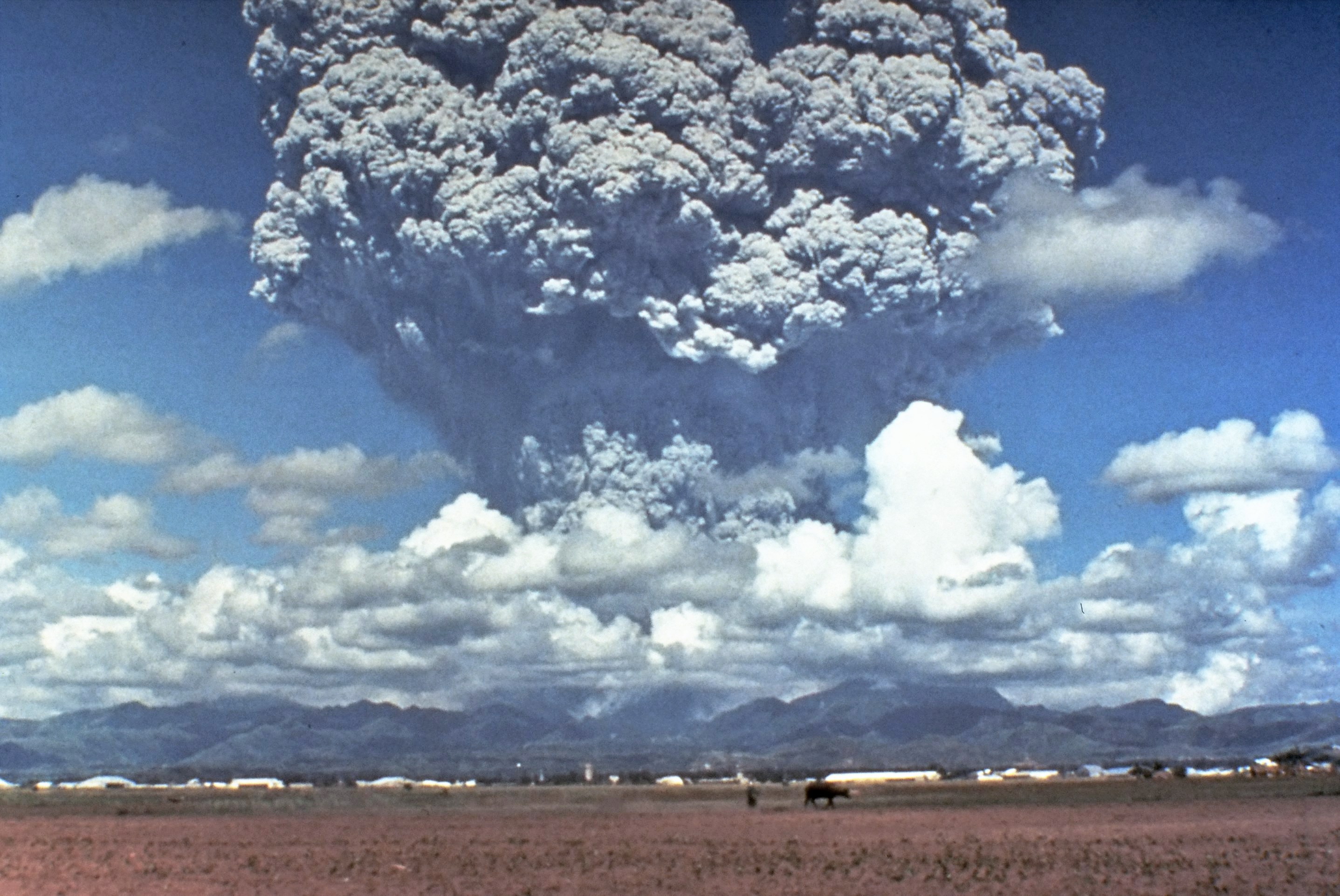

الكوارث الطبيعية :هي دمار كبير يحدث بسبب حدث طبيعي منطوي على خطورة وهناك تعريفات متعددة للكارثة حددتها المنظمات والهيئات الدولية والوطنية المتخصصة، ويشترط في التعريف الوضوح والشمولية والإيجاز ودقة اختيار الكلمات، ومن هذه التعريفات:
- هيئة الأمم المتحدة: الكارثة هي حالة مفجعة يتأثر من جرائها نمط الحياة اليومية فجأة ويصبح الناس يعانون من ويلاتها ويصيرون في حاجة إلى حماية، وملابس، وملجأ، وعناية طبية واجتماعية واحتياجات الحياة الضرورية الأخرى.[3][4][5]
- المنظمة الدولية للحماية المدنية: الكارثة هي حوادث غير متوقعة ناجمة عن قوى الطبيعة، أو بسبب فعل الإنسان ويترتب عليها خسائر في الأرواح وتدمير في الممتلكات، وتكون ذات تأثير شديد على الاقتصاد الوطني والحياة الاجتماعية وتفوق إمكانيات مواجهتها قدرة الموارد الوطنية وتتطلب مساعدة دولية.
- دليل الدفاع المدني الصناعي: الكارثة هي حادثة كبيرة ينجم عنها خسائر جسيمة في الأرواح والممتلكات وقد تكون كارثة طبيعية مردها فعل الطبيعة (سيول، زلازل، عواصف.. الخ) وقد تكون كارثة فنية سببتها يد الإنسان المخربة سواء كان إرادياً (عمداً) أم لا إرادياً (بالإهمال) وتتطلب مواجهتها معونة الأجهزة الوطنية كافة (حكومية وأهلية) أو الدولية إذا كانت قدرة مواجهتها تفوق القدرات الوطنية.
- المنظمة الأمريكية لمهندسي السلامة: (التحوّل المفاجئ غير المتوقع في أسلوب الحياة العادية بسبب ظواهر طبيعية أو من فعل إنسان تتسبب في العديد من الإصابات والوفيات أو الخسائر المادية الكبيرة). وعُرّفت أيضاً بأنها (واقعة مفاجئة تسبب أضراراً فادحة في الأرواح والممتلكات وتمتد آثارها إلى خارج نطاق المنطقة أو الجماعة المنكوبة).

## الأخطار الطبيعية
الكوارث مثل ثورة البركان، الزلازل، الأعاصير وغيرها من الظواهر الطبيعية التي تسبب دمارًا كبيرًا للممتلكات والبشر، في حالة حدوث الظواهر الطبيعية في مناطق غير مأهولة بالسكان فلا تسمى كوارثًا طبيعية. وتختلف الكوارث حسب نسبة السكان المحيطة بظاهرة طبيعية منطوية أو قابلة للخطر، فكثير من المجتمعات تعيش بالقرب من براكين لها تاريخ مدمر كما حدث في بومبي وغيرها وهذا يعود للطبيعة البشرية ومشاكل الفقر وغيرها.

## الكوارث الطبيعية
اطلع أيضا على: الاستعدادات للأعاصير

### الكوارث الأرضية

#### البراكين
البركان هو تشقق في الأرض ويخرج منها بركة، ذلك المكان الذي تخرج أو تنبعث منه المواد الصهيرية الحارة مع الأبخرة والغازات المصاحبة لها على عمق والقشرة الأرضية ويحدث ذلك خلال فوهات أو شقوق. وتتراكم المواد المنصهرة أو تنساب حسب نوعها لتشكل أشكالا أرضية مختلفة منها التلال المخروطية أو الجبال البركانية العالية. وتعد إندونيسيا من الدول التي توجد بها أكثر البراكين والتي تعد 180 بركاناً.....
وهو انفجارات تظهر على سطح الأرض نتيجة خروج المواد الباطنية اثر التحركات التي تعتري القشرة الأرضية.
تقريباً 1500 من براكين الأرض المعروفة انفجرت مرة واحدة على الأقل، اليوم يقدَّر أن هناك 500 مليون إنسان من اليابان إلى أندونيسيا، ومن إيطاليا إلى ولاية أوريغون في الولايات المتحدة الأمريكية يعيشون بالقرب من براكين نشطة.
هنا وصف لمخاطر جيولوجية رئيسية مرتبطة مع البراكين.
تدفق الحمم البركانية:
من أكثر القوى تدميراً للطبيعة هو تدفق الحمم البركانية، التي تتكون من غازات حارة تنفجر من جسم البركان ويصاحبها رماد وقطع كبيرة من اللافا، يمكن لهذه التدفقات النارية أن تتساقط إلى أسفل المنحدرات البركانية بسرعات تفوق 100 كيلومتر لكل ساعة.
الحمم البركانية لها مكوّنين، المكوّن الأول سحابة قليلة الكثافة مكونة من الغازات الحارة المتمددة وحبيبات رماد صغيرة الحجم وبعض قطع اللافا المتطايرة مثل الزجاج البركاني.
الإنهيارات:
الانهيارات تدفقات تحدث عند تشبع الحطام البركاني بالماء، وينهار ليتدفق بسرعة على منحدر بسرعات عالية، عادةً يحدث مع الهطول الكثيف للأمطار.
مخاطر أخرى غير مباشرة مرتبطة مع البراكين:
هناك مخاطر عديدة غير مباشرة أهمها تلوث الهواء بغازات سامة أو ضارّة، وتلف المحاصيل الزراعية وتربتها وموت كائنات حية كالمواشي، وتعطيل عمل المنشآت الحيوية.

#### الزلازل
الزلزال هو ظاهرة طبيعية عبارة عن اهتزاز أرضي سريع ناتج عن حركات تتكون في باطن الأرض وتكسر الصخور وإزاحتها بسبب تراكم إجهادات داخلية نتيجة لمؤثرات جيولوجية ينجم عنها تحرك الصفائح الأرضية. قد ينشأ الزلزال كنتيجة لأنشطة البراكين أو نتيجة لوجود انزلاقات في طبقات الأرض وهو (9) درجات إذا كانت درجة الزلزال أكثر من 5 درجات فهو مدمر
و تؤدي الزلازل إلى تشقق الأرض ونضوب الينابيع أو ظهور الينابيع الجديدة أو حدوث أمواج عالية إذا ما حصلت تحت سطح البحر فضلا عن آثارها التخريبية للمباني والمواصلات والمنشآت وغالبا ينتج عن حركات الحمل الحراري في الأستينوسفير والتي تحرك الصفائح القارية متسببة في حدوث هزات هي الزلازل. كما أن الزلازل قد تحدث خرابا كبيراو تحدد درجة الزلزال بمؤشر وتقيسه من 1 إلى 10: من 1 إلى 4 زلازل قد لا تحدث اية اضرار أي يمكن الإحساس به فقط، من4 إلى 6 زلازل متوسطة الاضرار قد تحدث ضررا للمنازل والاقامات، اما الدرجة القصوى أي من 7الى10 فيستطيع الزلزال تدمير المدينة بكاملها وحفرها تحت الأرض حتى تختفي مع اضرار لدى المدن المجاورة لها.
الزلزال الأكثر عنفاً في العالم تم تسجيله في أمريكا الشمالية ويطلق عليه اسم زلزال ألآسكا، حدث في عام 1964 في يوم 27 من شهر مارس، شعر به أغلب سكان الولاية وبلغت شدته حسب مقياس ريختر 9.2 واستمر لمدة ثلاث إلى أربع دقائق على الأقل، تسبب زلزال ألاسكا بمقتل 128 إنسان، وتسبب بتدمير منازل آلاف من الناس.
هناك عدة عوامل يتسبب بها حدوث الزلزال، فَتُحدِث بدورها العديد من الأضرار، ومن هذه العوامل:
(1) تدمير ناجم عن اهتزازات أرضية.
كمية الأضرار للمنشآت تعزى إلى الاهتزازات الأرضية التي تعتمد على عوامل عديدة، تتضمن [1] شدة الاهتزازات الأرضية، [2] مدة حدوث الاهتزازات، [3] طبيعة المواد المكوِّنة للمنشآت، و [4] مواد البناء وأعمال البناء في المنطقة.
(2) تدمير ناجم عن إنزلاق أرضي وخسف أرضي.
أكبر الأضرار المرتبطة بالزلزال في العادة سببها انهيار أرضي وخسف أرضي يتم إثارتها بفعل اهتزاز زلزالي، وهذا ما حدث أثناء زلزال ألآسكا.
(3) نار.
في مدينة سان فرانسيسكو غرب الولايات المتحدة الأمريكية حدث زلزال عنيف تسبب بحدوث عاصفة نارية هائلة، وتسببت بجعل الكثير من المدينة رماد وحطام، ويقدر عدد قتلى هذه الكارثة الطبيعية تقريباً 3000 إنسان، وتدمير تقريباً نصف مباني المدينة كلياً ليصبح أصحابها بلا مأوى.
(4) تسونامي.
في العادة يتكون التسونامي بسبب إزاحة مفاجئة في صدع على قاع صفيحة محيطية.
تبلغ سرعة التسونامي حول 800 كيلومتر لكل ساعة أي ما يعادل سرعة طائرة تجارية.
ومن أكثر الزلازل تدميرا:
- زلزال لشبونة 1755 قتل فيه ما بين ال60 إلى 100 ألف نسمة وكان من أشد الزلازل تدميرا على مر التاريخ.
- زلزال سان فرانسيسكو 1906 قتل فيه ما يقارب ال3 آلاف شخص وبلغت خسائره حوالي 400 مليون دولار وكان من أشد الزلازل التي ضربت كاليفورنيا.
- زلزال غوجرات غرب الهند 26 يناير 2001.
- زلزال بم في إيران حيث قتل حوالي 40 الف شخص.
- زلزال كشمير 2005 قتل فيه حوالي 79 ألف شخص.
- زلزال هايتي 2010 قتل فيه حوالى 100الف شخص.

#### الانهيارات الثلجية
الانهيار الثلجي هو تحرك مفاجئ لكمية من الثلج على جانب جبل، وتنجم عنه عدة كوارث وقد يؤدي إلى هلاك الآلاف من الأشخاص.

#### الكوارث المائية
السيول من الكوارث المائية التي تحدث نتيجة تراكم كميات كبيرة من الأمطار لفترة طويلة من الزمن في منطقة محددة، أو ذوبان سريع لكميات كبيرة من الثلوج أو الأنهار أو العواصف والأعاصير.
ويوجد بعض الكوارث المائية التي تأتي على المدى البعيد منها تآكل السواحل الذي يؤدي إلى غرق بعض المدن.

#### التسونامي
التسونامي هي موجة ضخمة محيطية تحتوي على سلسلة من الأمواج وقدراً هائلاً من المياه تسببها الزلازل والبراكين وغيرها، وتنشأ الموجة المدية عندما يحدث انزلاق عمودي في قاع البحر من شأنه ضعضعة السطح الأفقي لقاع البحر فتنشأ على سطح البحر الموجة المديّة، وشأنها شأن أي موجه، تتجه الموجة المدية إلى الشواطئ ويعتمد على حجم الانزلاق الأرضي في قاع البحر، تتحدد كمية وحجم الموجة المدية ومقدار الخراب الذي تخلفه.
و من أشهر موجات التسونامي ما نتج عن زلزال المحيط الهندي في 26 ديسمبر 2004، حيث ضربت سواحل العديد من الدول منها اندونيسيا، سريلانكا، تايلاند، الهند، الصومال وغيرها حيث وصفت هذا الزلزال بأنه أحد أسوأ الكوارث الطبيعية التي ضربت الأرض على الأطلاق قتل فيه ما يقارب ال250000.

### الكوارث المناخية

#### الجفاف
الجفاف هو التغير الذي يحدث في طقس المنطقة من حيث استمرار حالة الطقس الجاف وعدم هطول الأمطار لمدة طويلة وقد يؤدي إلى مجاعة وخاصة في البلاد التي تعتمد على الزراعة. ويعتبر إحدى أخطر الكوارث على مستوى الكرة الأرضية ويسبب هذا ضرر حقيقي بالناس.

#### الأعاصير
هي عواصف هوائية دوارة حلزونية عنيفة، تنشأ عادة فوق البحار الاستوائية، ولذا تعرف باسم الأعاصير الاستوائية أو المدارية أو الأعاصير الحلزونية لأن الهواء البارد (ذا الضغط المرتفع) يدور فيها حول مركز ساكن من الهواء الدافئ (ذي الضغط المنخفض)، ثم تندفع هذه العاصفة في اتجاه اليابسة فتفقد من سرعاتها بالاحتكاك مع سطح الأرض، ولكنها تظل تتحرك بسرعات قد تصل إلى أكثر من 300 كيلو متر في الساعة. ويصل قطر الدوامة الواحدة إلى 500 كيلو متر، وقد تستمر لعدة أيام إلى أسبوعين متتاليين. ويصاحبها تكوُّن كل من السحب الطباقية والركامية إلى ارتفاع 15 كيلو متراً ويتحرك الإعصار في خطوط مستقيمة أو منحنية فيسبب دماراً هائلاً على اليابسة بسبب سرعته الكبيرة الخاطفة، ومصاحبته بالأمطار الغزيرة والفيضانات والسيول، بالإضافة إلى ظاهرتي البرق والرعد، كما قد يتسبب الإعصار في ارتفاع أمواج الإبحار ويدمر القرى والمدن.

#### العواصف الثلجية
العاصفة الثلجية تحدث عند تساقط الثلوج مع رياح بسرعة أعلى من 32 ميل/ساعة أو 51.50 كلم/ساعة مع حجب كامل للرؤية وقد ينتج عنها خسائر بشرية ومادية معتبرة.

#### الزوابع
الزوبعة تحدث في منطقة ضغط جوي منخفض مع رياح حلزونية تدور عكس عقارب الساعة في نصف الكرة الشمالي وباتجاه عقارب الساعة في النصف الجنوبي.

### الحرائق
ويمكن وصفها بأنها من أخطر المشاكل التي تواجهها البيئة بلا منازع، ويكون السبب الرئيسى فيها هو المناخ الجاف، وقد تستمر هذه الحرائق لأشهر ليست لأيام فقط وينجم عنها العديد من المخاطر وخاصة لانبعاث غاز أول أكسيد الكربون السام.
وهناك عاملان أساسيان في نشوب مثل هذه الحرائق عوامل طبيعية لادخل للإنسان فيها، وعوامل بشرية يكون الإنسان هو أساسها: ومن أشهر الأمثلة على العوامل البشرية تلك الحرائق التي نشبت في إندونيسيا في جزيرتى "بورنيو " وسومارتا" ما بين عامى 1997 - 1998. وانبعث من هذه الحرائق غازات سامة غطت مساحة كبيرة من منطقة جنوب شرق آسيا مما نتج عنه ظهور مشاكل صحية وبيئية، وقد نشبت الحرائق في حوالي 808 موقعاً تم تحديدها بصور الأقمار الصناعية وقدرت المساحة التي دمرتها الحرائق بحوالي 456.000 هكتاراً (45.600 كم مربعاً). ويرجع السبب الأساسي وراء هذه الحرائق تحويل إنتاج هذه الغابات من خلال إحلال زراعة النخيل لإنتاج الزيوت.
ناهيك عن الخسارة الفادحة للأخشاب والثروة النباتية والحيوانية والبشرية لأن الغازات السامة لهذه الحرائق تمتد إلى البلدان المجاورة ولا تقف عند حدود دولة بعينها. ومن الأمثلة الأخرى لحرائق الغابات تلك الحرائق التي نشبت في البرازيل عام 1998 والتي قضت على ما يفوق على المليون هكتاراً من غابات السفانا وقد عانت المكسيك أيضاً من الجفاف على مدار سبعين عاماً كما أدى إلى نشوب الحرائق لتقضى على حوالي 3.000 متراً مربعاً من الأرض وانتشار دخانها إلى جنوب الولايات المتحدة الأمريكية.
ويمكننا وصف حرائق الغابات بأنها أعظم كارثة بيئية لهذا العقد، وكارثة أجيال لا تستطيع إتخاذ أية إجراءات وقائية بعيداً عن السياسات والحكومات، ولكن عليها أن تدفع الثمن وتتحمل العواقب. ومن المؤسف لا توجد هيئة جادة ترغب في حماية مصالح هذه الأجيال المجهول مصيرها.

### الاحتباس الحراري
خطر تغير المناخ بسبب ارتفاع درجة الحرارة «الاحتباس الحراري»
قال الأمين العام للأمم المتحدة بان كي-مون إن خطر التغيرات المناخية على البشرية شبيه بخطر الحروب. وقال أيضاً إن تغير المناخ بات أمراً لا يمكن تجاهله وان تدهور البيئة على الصعيد العالمي لم يجد من يوقفه كما أننا نستغل الموارد الطبيعية بشكل يخلف ضرراً كبيراً. واستطرد قائلاً:
-	مع تغير المناخ يتوقع تزايد معدل حدوث الأعاصير واشتداد قوتها.
-	الأمم المتحدة وضعف مسألة الحد من الكوارث في قائمة أولوياتها منذ كارثة تسونامي عام 2004 في المحيط الهندي التي أودت بحياة أكثر من 200000 شخص وكان من الممكن إنقاذ معظم هؤلاء لو توفرت أجهزة الإنذار المبكر.
أما وكيل الأمين العام للأمم المتحدة للشؤون الإنسانية بان إيغلاند وفي ظل تفاقم الكوارث الطبيعية مثل الزلازل وارتفاع درجات حرارة كوكب الأرض مما يهدد بتغيير معالم العالم قال:-
- " خلال الثلاثين عاماً الماضية كان تأثير الكوارث الطبيعية على البشر خمسة أضعاف تأثيرها قبل جيل بأكمله.
- الأوضاع تزداد سوءاً فالمناخ يتغير مما يهدد بوجود ظواهر جوية متطرفة ففي عام 2006 وحده عانى 117 مليون شخص من نحو 300 كارثة طبيعية بما في ذلك الجفاف الشديد في الصين وإفريقيا والفيضانات الكاسحة في آسيا وبعض مناطق إفريقيا ما أدى إلى خسائر بنحو 15 مليار دولار. وقال أيضا:-
- لا توجد دول محصنة من الكوارث الطبيعية ولذلك يجب اتخاذ تدابير وقائية من الآن للحد من هذه الكوارث والتقليل من آثارها.
- ضرورة بناء مباني تكون مقاومة للمخاطر المذكورة، ومقاومة أيضا للزلازل حيث أن عام 2005 دمر زلزال باكستان عدداً كبيراً من المدارس مما أودى بحياة نحو 17000 طفل.
- توعية الرأي العام حول كيفية التعامل مع الكوارث الطبيعية ومن ضمنها عمليات الإجلاء من المناطق المهددة.
يوجد العديد من العوامل التي تودى إلى الاحتباس الحرارى منها النفايات النووية والتلوث الهوائى
وكوارث الاحتباس الحرارى كثيرة منها ارتفاع درجة الحرارة باستمرارية كل عام مما يودى إلى ذوبان القطب الجنوبى مما يؤدي إلى ارتفاع منسوب الماء وينتج عنه تآكل العديد من السواحل وغرق العديد من المدن.

### الصحة

#### الأوبئة
الوباء هو انتشار سريع لمرض معدي ويعتبر من أكثر الكوارث الطبيعية فتكا، ومنها الطاعون الأسود وبعض أنواع الإنفلونزا الخطيرة الذي تفشى في القرن الرابع عشر وأدى إلى مقتل ما يزيد على 20 مليون من البشر أي ما يعادل ثلث سكان أوروبا. ووباء الجدري، والإيدز، وكذلك وجود تخوف لتحول أنفلونزا الطيوروانفلونزا الخنازير.ومرض الانف.

### المجاعات
المجاعة هي ظاهرة يعاني فيها سكان منطقة معينة من سوء تغذية نتيجة أسباب عدة من أهمها الحروب، والكوارث الطبيعية كالفيضانات والزلازل والبراكين والمجاعات والوباء، لذا فهي تنتشر بشكل أساسي في الدول النامية أو دول العالم الثالث ويترتب على ذلك نقص فادح في الأكل لمدة طويلة مما يسبب موت الآلاف أو ربما الملايين من الناس جوعا.